# أل كونلي
أل كونلي هو كاتب أغاني كندي، ولد في 2 أكتوبر 1960 في مونتريال في كندا.

## وصلات خارجية
- أل كونلي على موقع ميوزك برينز (الإنجليزية)
- أل كونلي على موقع ديسكوغز (الإنجليزية)